# António Mendes Bello
António Mendes Bello, portugalski rimskokatoliški duhovnik, škof in kardinal, * 18. junij 1842, Gouvea, Portugalska, † 5. avgust 1929, Lizbona, Portugalska.

## Življenjepis
17. decembra 1864 je prejel diakonsko posvečenje in 10. junija 1865 duhovniško posvečenje.
24. marca 1884 je bil imenovan za pomožnega škofa Lizbone (z osebnim nazivom nadškofa) in za naslovnega nadškofa Mitilen; 27. aprila istega leta je prejel škofovsko posvečenje. 13. novembra 1884 je postal še škof Fara.
19. decembra 1907 je postal patriarh Lizbone. 27. novembra 1911 je bil imenovan za kardinala in pectore.
25. maja 1914 je bil povzdignjen v kardinala in imenovan za kardinal-duhovnika Ss. Marcellino e Pietro.